# ارلاو (فرایزینگ)
ارلاو (به آلمانی: Erlau) یک منطقهٔ مسکونی در آلمان است که در فرایزینگ واقع شده‌است.